# 李奇陨石坑

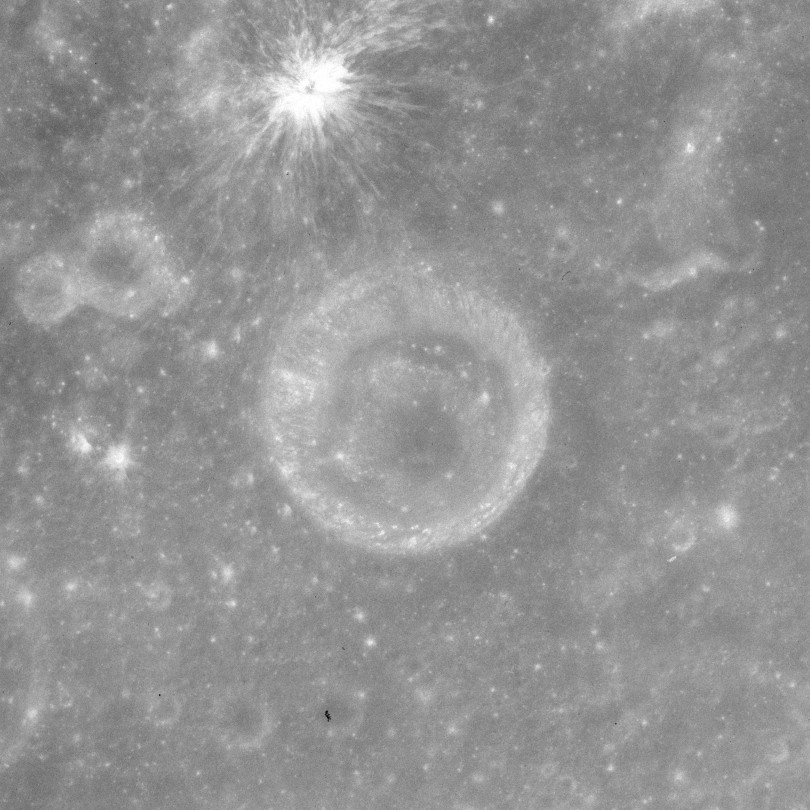
阿波罗16号在太阳高角度照射下拍摄的图像

李奇陨石坑(Leakey)是月球正面崎岖的东部赤道区附近的一座小撞击坑，其名称取自英国人类学家暨考古学家路易斯·西摩尔·巴泽特·李奇(1903年-1972年)，1976年被国际天文学联合会批准接受。

## 描述
该陨坑西北偏西毗邻肯索里努斯陨石坑、东北靠近小陨坑门泽尔、卢伯克陨石坑位于它的东侧、东南坐落着谷登堡陨石坑、依西多禄陨石坑及卡佩拉环形山则横亘在它的西南。李奇陨石坑的西面濒临狂暴湾、北面和东面分别为静海与丰富海、而谷登堡月溪则蜿蜒在它的南面。该陨坑中心月面坐标为3°11′S 37°28′E / 3.19°S 37.46°E，直径12.5公里，深约1.8公里。
李奇陨石坑是一座圆碗形的撞击坑，尚未受到明显的侵蚀，坑壁边缘完整清晰，内侧壁平整光洁，沿内壁坡底分布有一圈低反照率岩石环，其直径约为陨坑的一半，因此，该陨坑有可能是一座同心坑。陨坑坑壁平均高出周边地形450米，内部容积约70公里³。坑内底表较为平坦，无其它典型的地貌结构。
该陨坑在1976年被更名前，被指名为卫星坑"肯索里努斯 F"。

## 另请参阅
- Andersson, L. E.; Whitaker, E. A. . NASA RP-1097. 1982.
- Blue, Jennifer. . USGS. July 25, 2007  [2007-08-05]. （原始内容存档于2019-12-05）.
- Bussey, B.; Spudis, P. . New York: Cambridge University Press. 2004. ISBN 978-0-521-81528-4.
- Cocks, Elijah E.; Cocks, Josiah C. . Tudor Publishers. 1995. ISBN 978-0-936389-27-1.
- McDowell, Jonathan. . Jonathan's Space Report. July 15, 2007  [2007-10-24]. （原始内容存档于2019-06-21）.
- Menzel, D. H.; Minnaert, M.; Levin, B.; Dollfus, A.; Bell, B. . Space Science Reviews. 1971, 12 (2): 136–186. Bibcode:1971SSRv...12..136M. doi:10.1007/BF00171763.
- Moore, Patrick. . Sterling Publishing Co. 2001. ISBN 978-0-304-35469-6.
- Price, Fred W. . Cambridge University Press. 1988. ISBN 978-0-521-33500-3.
- Rükl, Antonín. . Kalmbach Books. 1990. ISBN 978-0-913135-17-4.
- Webb, Rev. T. W.  6th revised. Dover. 1962. ISBN 978-0-486-20917-3.
- Whitaker, Ewen A. . Cambridge University Press. 1999. ISBN 978-0-521-62248-6.
- Wlasuk, Peter T. . Springer. 2000. ISBN 978-1-85233-193-1.